# Make Me Bad
«Make Me Bad» es una canción escrita y grabada por la banda estadounidense de metal alternativo Korn para su cuarto álbum de estudio Issues. Muchos fanes de Korn atribuyen la canción a que Jonathan Davis estaba cansado de su dependencia de las drogas y a su decisión de abstenerse un año antes de que el disco Issues saliera a la venta. La canción fue el segundo sencillo del álbum, en febrero del año 2000, obteniendo una difusión moderada en las radios estadounidenses y británicas. Su vídeo (inspirado en la serie Alien) es uno de los de mayor presupuesto que la banda haya filmado. Lo protagonizaron actores como Brigitte Nielsen, Udo Kier, Tatjana Patitz y Shannyn Sossamon. Una versión acústica de "Make Me Bad" e "In Between Days" (de The Cure) fue interpretada para el MTV Unplugged de Korn en diciembre de 2006.

## Vídeo musical
El vídeo fue (aparentemente inspirado por la serie Alien) fue dirigido por Martin Weisz, y estuvo protagonizado por Brigitte Nielsen, Tatjana Patitz, Shannyn Sossamon, y el actor Udo Kier. Brigitte y Udo aparecerían también como villanos en la película del 2000, Doomsdayer. Se estrenó mundialmente en febrero del año 2000 en una presentación en vivo en el programa Farmclub de la cadena USA Network, junto con el vídeo tan controversial de Limp Bizkit, "Break Stuff". Ambos grupos aparecieron en el show para presentar sus respectivos vídeos. "Make Me Bad" ganó buena rotación en MTV y MTV2 al momento de su salida. Hacia el final del vídeo, la canción "Dead", también del álbum Issues, se puede escuchar de fondo. "Make Me "Bad" duró sesenta y cinco días en el Total Request Live de MTV, convirtiéndose en el cuarto y final vídeo "retirado" de Korn el 8 de junio de 2000.

### Mix de Sickness in Salvation
Una versión retocada del vídeo con la participación del remix "Sickness in Salvation" de Butch Vig salió ocasionalmente durante abril y mayo del año 2000. Se puede encontrar como un huevo de Pascua en el DVD de la banda Deuce.

## Versión del MTV Unplugged
La versión acústica de la canción en el álbum Korn MTV Unplugged fue tocada como un dueto con la canción "In Between Days" de The Cure, con estos como invitados especiales.

## Apariciones en otros medios
La canción ha sido usada por la compañía manufacturera Puma en sus anuncios cuando Korn tenía un contrato con la banda. Fue también presentada en el videojuego NHL Hitz 2002, al momento de pausar el juego.

## Listado de canciones

### Promocional para las radios estadounidenses
- CD5" ESK 45584[3]

1. «Make Me Bad» (radio edit) – 3:53
2. «Make Me Bad» (versión álbum) – 3:55

### Versión Australiana
- CD5" ESK 45584[4]

1. «Make Me Bad» – 3:53
2. «Dirty» (Single Mix) – 3:56
3. «Make Me Bad» (Single Mix) – 4:11
4. «Make Me Bad» (Sickness in Salvation Mix) – 3:29
5. «Make Me Bad» (Danny Saber's Remix) – 4:20
6. «Make Me Bad» (Kornography Mix) – 4:43
7. «Make Me Bad» (Sybil Mix) – 5:15

## Posiciones en listas
La canción alcanzó el número siete en la lista Alternative Songs (en ese entonces, llamado Modern Rock Tracks) de Billboard'. También alcanzó el número nueve de la lista Mainstream Rock Songs.

### Listas
| Lista (2000)                            | Mejor posición |
| --------------------------------------- | -------------- |
| Australia (ARIA)                        | 98             |
| Estados Unidos (Bubbling Under Hot 100) | 14             |
| Estados Unidos (Modern Rock Tracks)     | 7              |
| Estados Unidos (Mainstream Rock Songs)  | 9              |
| Reino Unido (UK Singles Chart)          | 25             |